# Йоганн Міхаель Гайдн
Йоганн Міхаель Гайдн (нім. Michael Haydn, 14 або 15 вересня 1737 — 10 серпня 1806) — австрійський композитор і органіст. Молодший брат композитора Йозефа Гайдна.

## Біографія
Йоганн Міхаель Гайдн народився в Рорау (Нижня Австрія). Його батько, Матіас Гайдн, був музикантом-фольклористом, а мати — придворною куховаркою в замку місцевого аристократа. Батько сприяв тому, щоб обидва брати вчилися співу. Згідно з деякими джерелами, Гайдн з 1745 року був співаком у капелі собору св. Стефана в Відні, яку покинув 1754 року. З 1757 року був капельмейстером при дворі єпископа в Орад (Румунія).
З 1763 року Гайдн заміщав Леопольда Моцарта на посаді концертмейстера і придворного органіста. В 1781 році, після переїзду В. А. Моцарта до Відня) в капелі архієпископа Зальцбурзького. У 1777 році зайняв місце органіста церкви св. Трійці. З 1804 року — член Шведської музичної академії. Пізніше займався викладанням, серед його учнів — Карл Марія фон Вебер, Й. Вельфль, Антоніо Діабеллі.
Помер у Зальцбурзі.

## Творчість
Йоганн Міхаель Гайдн був автором духовних та світських творів. В духовних творах він поєднує традиції строгого стилю і досягнення віденської класичної школи. Був плідним автором інструментальної музики. Твори, призначені для аматорського музикування (у тому числі вокальні квартети для чоловічих голосів), написані на німецькі тексти. Його реквієм c-moll (1771) вплинув на реквієм В. А. Моцарта.

### Твори
- Опери: «Андромеда і Персей» (1787)
- 46 симфоній
- 12 концертів
- 3 балети
- 20 менуетів і танців
- 15 маршів
- 40 мес (32 — латинською, 8 — німецькою)
- 19 творів для клавіра
- 3 реквієми (один не закінчено)
- 7 квінтетів
- 9 струнних квартетів і 2 квартету з духовними інструментами
- 4 дуету для альта і скрипки
- 5 кантат
- 16 гімнів
- 50 прелюдій для органу

та ін.